# Александър Руденко
Александър Анатолиевич Руденко (на руски: Александр Анатольевич Руденко) е руски поет, писател, драматург, преводач (главно от български език), редактор и литератор.

## Биография
Завършва висше литературно образование (1977) и аспирантура в Литературния институт „Максим Горки“ в Москва.
Публикува стихове в периодичния печат от 16-годишна възраст – във в-к „Московский комсомолец“ (1969). След като публикува няколко стихосбирки, е приет в Съюза на писателите на СССР (1987).
Има 16 издадени книги, включително 10 стихосбирки, 2 прозаични и др.
За своя първа зряла поетична книга приема стихосбирката „Избрано“ от 1994 г. След нея излизат негови книги с т.нар. „палави“ поеми: „Бардак“ (1998), „Старец“ (2001), „Триада на приключенията“ (2002); „Избрано“ (2003), „С луна върху крилото. Мистична поезия“.
В превод на българския поет Андрей Андреев през 2004 г. в издателство „Анхира“, София излиза стихосбирката му „Столетни вълни“. Стихове на Александър Руденко са преведени също на английски, испански, френски, немски и други езици.
Белетристика:
- „Иванка. Жена ми – магесницата“ (1999 – на руски, 2000 – на български език)
- „Мужик Фьодор. Роман фантасмагория“ (2000) – съвместно с руския писател Николай Никишин

Драматургия:
- „Фалит. Комическа драма в стихове“ (2004).

Със съавторското му участие през 1999 г. е издадена езотерична книга „Отговори за непосветения“ от неговия син – целител и духовен учител Зор Алеф, придобила широка известност.
Бил е редактор на литературни списания, включително на сп. „Факел“.
Автор е на много книги с поетични преводи на руски от български и други езици. Превежда българска класическа и съвременна поезия.
През 2011 г. е удостоен от Община Враца с Международната Ботевска награда за превеждането на стихотворения на Христо Ботев, издадени в отделна книга. Носител е и на други национални и международни награди, сред които и българската награда „Златна муза“.
Член е на Съюза на писателите в Русия и почетен член на Съюза на българските писатели, Съюза на българските преводачи, фондация „Гео Милев“.

## Семейство
Съпругата му Иванка е българка, рецитаторка (с награди от конкурси) през 1970-те и лечителка през 1990-те години, починала (1999). Имат син Анатолий (Зор Алеф). Живеят понастоящем в Русия (Москва) и България (Видин).